# Sticky & Sweet Tour
De Sticky & Sweet Tour is een concertenreeks van Madonna, een reeks wereldwijde concerten rondom haar in 2008 verschenen album Hard Candy. De tournee heeft meer dan $408.000.000 opgebracht en is daarmee de meest lucratieve tournee aller tijden van een soloartiest. De tournee startte in Cardiff (Groot-Brittannië) op 23 augustus 2008. Madonna gaf concerten in Europa, Noord-Amerika en Zuid-Amerika. Op 2 september 2008 gaf Madonna een concert in de uitverkochte Amsterdam ArenA. Door productieproblemen en de lage US dollar werden er geen shows in Azië en Australië toegevoegd. De eerste ronde van de tournee eindigde op 21 december 2008 in São Paulo (Brazilië). Op 27 januari 2009 werd bekend dat de Sticky & Sweet Tour werd voortgezet in de zomer van 2009, met nieuwe data alleen in Europa. Madonna bezocht in de voortzetting bijna uitsluitend steden die ze eerder deze tournee niet had bezocht, alleen Londen en Parijs kwamen wederom aan bod.

## Tegenslagen
- Shows in Argentinië moesten worden verplaatst omdat onderdelen van het podium zich nog in vliegtuigen in de VS bevonden. De shows werden gecanceled en later opnieuw ingepland en alsnog gegeven.
- Op 16 juli 2009 vond er tijdens de opbouw van het podium in Marseille een tragisch ongeval plaats toen het dak boven het podium instortte en een 53-jarige Franse medewerker van de crew kwam te overlijden.[2] Omdat de tournee met twee verschillende podia werd verplaatst, trad Madonna enkele uren later op in Udine, Italië. Daar hield ze met een betraand gezicht een speech, waarin ze vroeg ze om een moment voor de slachtoffers en haar respect uitte naar de familie.[3]

Het concert in Marseille werd om begrijpelijke redenen afgelast. Madonna bezocht alsnog Marseille om de familie van de slachtoffers te ontmoeten. Wegens het lopende onderzoek kon ze het stadion niet bezoeken.

## Verloop van het concert
De show is verdeeld in vier verschillende delen: Pimp, Retro, Gypsy en Rave. De show begint met ‘The Sweet Machine’, een video intro van een snoepje dat wordt geproduceerd en dan wordt afgeschoten. Na het filmpje begint het nummer ‘Candy Shop’, waarin Madonna opkomt zittend op een troon met de vorm van de letter ‘M’. Vervolgens zingt ze ‘Beat Goes On’, waarin ze wordt rondgereden in een oude Auburn Speedster. Op het scherm zingen Pharrell Williams en Kanye West mee. Na ‘Beat Goes On’ bespeelt Madonna de elektrische gitaar voor het nummer ‘Human Nature’, terwijl op de achtergrond een filmpje van Britney Spears in een lift wordt getoond. Ze zingt ook enkele stukjes van het nummer mee. Met een opgepimpte versie van het nummer ‘Vogue’, waarin elementen van haar hit ‘4 Minutes’ zijn verwerkt, eindigt het eerste gedeelte van de show.
De show wordt vervolgd met een video interlude van ‘Die Another Day’ waarbij boxers een gesimuleerd gevecht houden. Na de video komt Madonna al touwtje springend op het podium en zingt ze een vernieuwde versie van haar hit ‘Into The Groove’, een hommage aan Keith Haring. Dit nummer leidt tot ‘Heartbeat’ waarna ze wederom de elektrische gitaar omhangt om haar nummer ‘Borderline’ in een rockversie uit te voeren. Hierna zingt ze het nummer ‘She’s Not Me’, waarin ze afrekent met haar vele verschillende stijlen uit het verleden. Danseressen uit haar videoclips ‘Material Girl’, ‘Open Your Heart’, ‘Like a Virgin’ en ‘Vogue’ worden door Madonna uitgekleed. Het laatste nummer van deze sectie is Music, wat is geremixt met het nummer ‘Put Your Hands Up For Detroit’ van Fedde Le Grand. Vervolgens leidt een volgende video interlude, ‘Rain/Here Comes The Rain Again’, tot het derde gedeelte van de show. Madonna verschijnt liggend op een vleugel terwijl ze ‘Devil Wouldn’t Recognize You’ opvoert. Hierna speelt ze met haar dansers tijdens het nummer ‘Spanish Lesson’ en bespeelt ze de akoestische gitaar voor ‘Miles Away’. Ze wordt tijdens het nummer ‘La Isla Bonita’ bijgestaan door een groep Roemeense zigeuners die daarna een interlude ‘Doli Doli’ ten gehore brengen. Na het interlude zingt Madonna haar wereldhit ‘You Must Love Me’ uit de filmmusical Evita. Tijdens de concerten in Buenos Aires werd dit gevolgd door ‘Don’t Cry For Me Argentina’. Terwijl Madonna van het podium verdwijnt start de laatste video interlude ‘Get Stupid’. Hierin brengt ze thema’s als het broeikaseffect en hongersnood aan de orde. Het laatste gedeelte van de show begint met de opvoering van ‘4 Minutes’, waarin een digitale Justin Timberlake haar begeleid en Timbaland op de videoschermen ook meezingt. Na ‘4 Minutes’ volgt een vernieuwde dansversie van ‘Like A Prayer’, dat is gemixt met ‘Don't you want me’ van Felix. Vervolgens hangt Madonna een laatste keer de rockgitaar om en brengt ze het nummer ‘Ray Of Light’ ten gehore. Hierna volgt een verzoek van het publiek voor een ‘oldie but goodie’. Na de ‘audience request’ zingt ze een rockversie van de hit ‘Hung Up’, om vervolgens af te sluiten met ‘Give It 2 Me’. De show eindigt met de woorden ‘Game Over’.
Voor de tweede ronde van de Sticky & Sweet Tour werden enkele wijzigingen in de setlist doorgevoerd. ‘Heartbeat’, ‘Borderline’ en ‘Hung Up’ werden vervangen door ‘Holiday’, ‘Dress You Up’ en ‘Frozen’ en tevens werd het ‘audio request’ gedeelte geschrapt.

## Dvd, blu-ray en cd
Op 4 juli 2009 werd het concert op de Engelse zender Sky1 uitgezonden. Op 10 oktober werd een compilatie van het concert uitgezonden op Nederland 3. Op nieuwjaarsnacht werd het complete concert vanuit Buenos Aires uitgezonden. Begin 2010 werd bekend dat de dvd van de Sticky and Sweet Tour zal verschijnen op 30 maart 2010. Die zal de show vanuit Buenos Aires bevatten. Op de tracklist van het concert staan de drie nieuwe nummers (Holiday, Dress You Up en Frozen) niet vermeld en zijn ook niet bij de extra's te vinden. De extra's bevatten wel een 30 minuten durende documentaire over het leven achter de schermen tijdens de tournee. De show, die de titel Sticky & Sweet zal dragen, wordt verkrijgbaar op dvd, blu-ray en cd.

## Hitnotering
| "Sticky & Sweet Tour" in de Nederlandse Album Top 100 - binnen: 03-04-2010 | "Sticky & Sweet Tour" in de Nederlandse Album Top 100 - binnen: 03-04-2010 | "Sticky & Sweet Tour" in de Nederlandse Album Top 100 - binnen: 03-04-2010 | "Sticky & Sweet Tour" in de Nederlandse Album Top 100 - binnen: 03-04-2010 | "Sticky & Sweet Tour" in de Nederlandse Album Top 100 - binnen: 03-04-2010 | "Sticky & Sweet Tour" in de Nederlandse Album Top 100 - binnen: 03-04-2010 | "Sticky & Sweet Tour" in de Nederlandse Album Top 100 - binnen: 03-04-2010 | "Sticky & Sweet Tour" in de Nederlandse Album Top 100 - binnen: 03-04-2010 | "Sticky & Sweet Tour" in de Nederlandse Album Top 100 - binnen: 03-04-2010 | "Sticky & Sweet Tour" in de Nederlandse Album Top 100 - binnen: 03-04-2010 | "Sticky & Sweet Tour" in de Nederlandse Album Top 100 - binnen: 03-04-2010 | "Sticky & Sweet Tour" in de Nederlandse Album Top 100 - binnen: 03-04-2010 | "Sticky & Sweet Tour" in de Nederlandse Album Top 100 - binnen: 03-04-2010 | "Sticky & Sweet Tour" in de Nederlandse Album Top 100 - binnen: 03-04-2010 | "Sticky & Sweet Tour" in de Nederlandse Album Top 100 - binnen: 03-04-2010 | "Sticky & Sweet Tour" in de Nederlandse Album Top 100 - binnen: 03-04-2010 | "Sticky & Sweet Tour" in de Nederlandse Album Top 100 - binnen: 03-04-2010 | "Sticky & Sweet Tour" in de Nederlandse Album Top 100 - binnen: 03-04-2010 | "Sticky & Sweet Tour" in de Nederlandse Album Top 100 - binnen: 03-04-2010 | "Sticky & Sweet Tour" in de Nederlandse Album Top 100 - binnen: 03-04-2010 | "Sticky & Sweet Tour" in de Nederlandse Album Top 100 - binnen: 03-04-2010 | "Sticky & Sweet Tour" in de Nederlandse Album Top 100 - binnen: 03-04-2010 | "Sticky & Sweet Tour" in de Nederlandse Album Top 100 - binnen: 03-04-2010 | "Sticky & Sweet Tour" in de Nederlandse Album Top 100 - binnen: 03-04-2010 | "Sticky & Sweet Tour" in de Nederlandse Album Top 100 - binnen: 03-04-2010 | "Sticky & Sweet Tour" in de Nederlandse Album Top 100 - binnen: 03-04-2010 | "Sticky & Sweet Tour" in de Nederlandse Album Top 100 - binnen: 03-04-2010 | "Sticky & Sweet Tour" in de Nederlandse Album Top 100 - binnen: 03-04-2010 | "Sticky & Sweet Tour" in de Nederlandse Album Top 100 - binnen: 03-04-2010 | "Sticky & Sweet Tour" in de Nederlandse Album Top 100 - binnen: 03-04-2010 | "Sticky & Sweet Tour" in de Nederlandse Album Top 100 - binnen: 03-04-2010 |
| Week                                                                       | 01                                                                         | 02                                                                         | 03                                                                         | 04                                                                         | 05                                                                         | 06                                                                         | 07                                                                         | 08                                                                         | 09                                                                         | 10                                                                         | 11                                                                         | 12                                                                         | 13                                                                         | 14                                                                         | 15                                                                         | 16                                                                         | 17                                                                         | 18                                                                         | 19                                                                         | 20                                                                         | 21                                                                         | 22                                                                         | 23                                                                         | 24                                                                         | 25                                                                         | 26                                                                         | 27                                                                         | 28                                                                         | 29                                                                         | 30                                                                         |
| -------------------------------------------------------------------------- | -------------------------------------------------------------------------- | -------------------------------------------------------------------------- | -------------------------------------------------------------------------- | -------------------------------------------------------------------------- | -------------------------------------------------------------------------- | -------------------------------------------------------------------------- | -------------------------------------------------------------------------- | -------------------------------------------------------------------------- | -------------------------------------------------------------------------- | -------------------------------------------------------------------------- | -------------------------------------------------------------------------- | -------------------------------------------------------------------------- | -------------------------------------------------------------------------- | -------------------------------------------------------------------------- | -------------------------------------------------------------------------- | -------------------------------------------------------------------------- | -------------------------------------------------------------------------- | -------------------------------------------------------------------------- | -------------------------------------------------------------------------- | -------------------------------------------------------------------------- | -------------------------------------------------------------------------- | -------------------------------------------------------------------------- | -------------------------------------------------------------------------- | -------------------------------------------------------------------------- | -------------------------------------------------------------------------- | -------------------------------------------------------------------------- | -------------------------------------------------------------------------- | -------------------------------------------------------------------------- | -------------------------------------------------------------------------- | -------------------------------------------------------------------------- |
| Nummer                                                                     | 4                                                                          | 10                                                                         | 8                                                                          | 11                                                                         | 26                                                                         | 28                                                                         | 38                                                                         |                                                                            |                                                                            |                                                                            |                                                                            |                                                                            |                                                                            |                                                                            |                                                                            |                                                                            |                                                                            |                                                                            |                                                                            |                                                                            |                                                                            |                                                                            |                                                                            |                                                                            |                                                                            |                                                                            |                                                                            |                                                                            |                                                                            |                                                                            |

## Setlist 2008
1. "Sweet Machine" (introductie video, bevat elementen van 'Manipulated Living', '4 Minutes', 'Human Nature' en 'Give It 2 Me')
2. "Candy Shop"
3. "Beat Goes On"
4. "Human Nature" (bevat elementen van 'Gimme More')
5. "Vogue" (bevat elementen van '4 Minutes', 'Give It To Me' en 'Discothèque')
6. "Die Another Day Remix" (Video Interlude)
7. "Into the Groove" (bevat elementen van 'Jump', 'Toop Toop', 'Double Dutch Bus', 'Body Work' en 'Apache')
8. "Heartbeat"
9. "Borderline"
10. "She's Not Me"
11. "Music" (bevat elementen van 'Put Your Hand Up 4 Detroit', 'Heartbeat' en 'Last night a D.J. saved my life')
12. "Rain Remix" (Video Interlude) gemixt met "Here comes the rain again" van Eurythmics.
13. "Devil Wouldn't Recognize You"
14. "Spanish Lesson"
15. "Miles Away"
16. "La Isla Bonita" (bevat elementen van 'Lela Pala Tute')
17. "Doli Doli" [Dance Interlude]
18. "You Must Love Me"
19. "Get Stupid Remix" (Video Interlude) (bevat elementen van '4 Minutes', 'Give It 2 Me', 'Voices' en 'Beat Goes On')
20. "4 Minutes"
21. "Like a Prayer" (bevat elementen van 'Feels Like Home' en 'You Want Me')
22. "Ray of Light"
23. "Audience Request"
24. "Hung Up" (bevat elementen van 'Ray Of Light', '4 Minutes' en 'A New Level')
25. "Give It 2 Me"

Tijdens de shows in Buenos Aires werd na You Must Love Me, Don't Cry For Me Argentina toegevoegd.
De Audience Request is een gedeelte tussen de nummers Ray of Light en Hung Up.
Madonna speelde voor iemand uit het publiek een verzoeknummer. De verzoeknummers waren onder andere:
Express Yourself, Like a Virgin, Holiday, Open Your Heart, Lucky Star, Dress You Up, I Love New York, Beautiful Stranger, American Life, Burning Up, Sorry, Secret, Material Girl en Everybody.

## Gasten tijdens de shows
- Op 11 oktober 2008 in Madison Square Garden kwam Pharrell Williams op het podium om de nummers "Beat Goes On" en "Give It 2 Me" te zingen.
- Op 6 november 2008 in Los Angeles kwam Britney Spears op het podium om het nummer "Human Nature" mee te zingen. Tijdens diezelfde show kwam Justin Timberlake voor het nummer "4 Minutes".
- Op 26 november 2008 in het Dolphin Stadium in Miami kwamen Timbaland voor "4 Minutes" en Pharrell Williams voor "Give It 2 Me" op het podium.
- Op 1 en 2 september 2009 in Tel Aviv danste Madonna's dochter Lourdes mee tijdens het nummer "Give It 2 Me" en speelde zij piano bij Devil Wouldn't Recognize You. Tijdens het nummer "Music" was haar zoon Rocco de DJ.

## Setlist 2009
1. "Sweet Machine" [Introductie video] (bevat elementen van "Manipulated Living", "4 Minutes", "Human Nature" en "Give It 2 Me")
2. "Candy Shop"
3. "Beat Goes On"
4. "Human Nature" (bevat elementen van "Gimme More")
5. "Vogue" (bevat elementen van "4 Minutes", "Give It To Me" en "Discothèque")
6. "Die Another Day Remix" (Video Interlude)
7. "Into the Groove" (bevat elementen van "Toop Toop", "Body Work", "Jump", "Apache" en "Double Dutch Bus")
8. "Holiday" (bevat elementen van "Celebration" en "Everybody", met toevoeging van "Jam", "2000 Watts", "Billie Jean", "Another Part of Me" en "Wanna Be Startin' Somethin'")
9. "Dress You Up" (bevat elementen van "My Sharona", "God Save the Queen" en "Mickey")
10. "She's Not Me"
11. "Music" (bevat elementen van "Put Your Hands Up 4 Detroit", "Last Night a DJ Saved My Life" en "Heartbeat")
12. "Rain Remix" (Video Interlude) (bevat elementen van "Here Comes the Rain Again" en "4 Minutes")
13. "Devil Wouldn't Recognize You"
14. "Spanish Lesson"
15. "Miles Away"
16. "La Isla Bonita" (bevat elementen van "Lela Pala Tute")
17. "Doli Doli" (Dance Interlude)
18. "You Must Love Me"
19. "Get Stupid Remix" (Video Interlude) (bevat elementen van "Beat Goes On", "Give It 2 Me", "4 Minutes" en "Voices")
20. "4 Minutes"
21. "Like a Prayer" (bevat elementen van "You Don't Want Me" en "Feels Like Home")
22. "Frozen" (bevat elementen van "I'm Not Alone", "Hung Up" en "Open Your Heart")
23. "Ray of Light" bevat backgrounds van "Man In The Mirror"
24. "Give It 2 Me"

"Heartbeat", "Borderline" en "Hung Up" werden in 2009 vervangen door "Holiday", "Dress You Up" en "Frozen".
Tevens werd het Request-gedeelte voor "Hung Up" geschrapt.

## Toerschema 2008
Europa
- 23 augustus · Cardiff, Millennium Stadium
- 26 augustus · Nice, Stade Charles Ehrmann
- 28 augustus · Berlijn, Olympisch Stadion
- 30 augustus · Zürich, Dubenhof Festival Site
- 2 september · Amsterdam, ArenA
- 4 september · Düsseldorf, LTU Arena
- 6 september · Rome, Olympisch Stadion
- 9 september · Frankfurt, Commerzbank Arena
- 11 september · Londen, Wembley Arena
- 14 september · Lissabon, Parque da Bella Vista
- 16 september · Sevilla, Olympisch Stadion
- 18 september · Valencia, Circuito Ricardo Tormo Cheste
- 20 september · Parijs, Stade de France
- 21 september · Parijs, Stade de France
- 23 september · Wenen, Donau-eiland
- 25 september · Budva, Strand Jaz
- 27 september · Athene, Olympisch Stadion

Noord-Amerika
- 3 oktober · East Rutherford, Izod Arena
- 6 oktober · New York, Madison Square Garden
- 7 oktober · New York, Madison Square Garden
- 11 oktober · New York, Madison Square Garden
- 12 oktober · New York, Madison Sqaure Garden
- 15 oktober · Boston, TD Bank Garden
- 18 oktober · Toronto, Air Canada Center
- 19 oktober · Toronto, Air Canada Center
- 22 oktober · Montréal, Bell Centre
- 23 oktober · Montréal, Bell Centre
- 26 oktober · Chicago, United Center
- 27 oktober · Chicago, United Center
- 30 oktober · Vancouver, BC Place Stadium
- 1 november · Oakland, Oracle Arena
- 2 november · Oakland, Oracle Arena
- 4 november · San Diego, Petco Park
- 6 november · Los Angeles, Dodger Stadium
- 8 november · Las Vegas, MGM Grand
- 9 november · Las Vegas, MGM Grand
- 11 november · Denver, Pepsi Center
- 12 november · Denver, Pepsi Center
- 16 november · Houston, Minute Maid Park
- 18 november · Detroit, Ford Field
- 20 november · Philadelphia, Wachovia Center
- 22 november · Atlantic City, Boardwalk Hall
- 24 november · Atlanta, Philips Arena
- 26 november · Miami, Dolphin Stadium
- 29 november · Mexico City, Foro Sol
- 30 november · Mexico City, Foro Sol

Zuid-Amerika
- 3 december · Buenos Aires, River Plate Stadium
- 4 december · Buenos Aires, River Plate Stadium
- 6 december · Buenos Aires, River Plate Stadium
- 7 december · Buenos Aires, River Plate Stadium
- 10 december · Santiago, Estadio National
- 11 december · Santiago, Estadio National
- 14 december · Rio de Janeiro, Maracana Stadium
- 15 december · Rio de Janeiro, Maracana Stadium
- 18 december · São Paulo, Morumbi Stadium
- 20 december · São Paulo, Morumbi Stadium
- 21 december · São Paulo, Morumbi Stadium

## Toerschema 2009
Europa
- 4 juli · Londen, O2 Arena
- 5 juli · Londen, O2 Arena
- 7 juli · Manchester, MEN Arena
- 9 juli · Parijs, Bercy
- 11 juli · Werchter, Festivalterrein
- 14 juli · Milaan, San Siro
- 16 juli · Udine, Stadio Friuli
- 21 juli · Barcelona, Olympisch stadion
- 23 juli · Madrid, Vicente Calderon
- 25 juli · Zaragoza, Recinto de la Feria de Zaragoza
- 28 juli · Oslo, Vallehovin
- 30 juli · Oslo, Vallehovin
- 2 augustus · St. Petersburg, Palace Square
- 4 augustus · Tallinn, Tallinn Song Festival Ground
- 6 augustus · Helsinki, West Harbour
- 8 augustus · Götenborg, Ullevi
- 9 augustus · Götenborg, Ullevi
- 11 augustus · Kopenhagen, Stadspark
- 13 augustus · Praag, Chodov Natural Amphitheatre
- 15 augustus · Warschau, Bemowo Airport
- 18 augustus · München, Olympisch stadion
- 22 augustus · Budapest, Kingcsem Park
- 24 augustus · Belgrado, UCSE Park
- 26 augustus · Boekarest, Park Izvor
- 29 augustus · Sofia, Vassil Levski

Azië
- 1 september · Tel Aviv, Israël, Hayarkon Park
- 2 september · Tel Aviv, Israël, Hayarkon Park

Afgelaste concerten:
- 8 juli · Manchester, MEN Arena
- 19 juli · Marseille, Velodrome
- 28 juli · Hamburg, Hamburg Bahrenfeld Trab Arena
- 20 augustus · Ljubljana, Hippodrome

## Personeel
Regie/Choreografie: Jamie King
- Keyboard/Muzikale leiding: Kevin Antunes
- Drums: Brian Frasier-Moore
- Gitaar/achtergrondzang: Monte Pittman
- Piano/Keyboard/Accordeon: Ricky Pageot
- dj: Eric Jao
- Achtergrondzangeressen: Nicki Richards, Kily Dean
- Dansers: Leory 'Hypnosis' Barnes, Sofia Boutella, Jaron Boyd, Emilie Capel, William 'Norm' Charlemoine, Paul Kirkland, Jennifer Kita, Kento Mori, Yaman Okur, Charles Parks IV, Valaree Pohl, Anthony 'Ant Boogie' Rue, Nilaya Sabnis, Jason Young, Riki 'Rickiccho' Onodera, Yuki 'Da-Yoshi' Yoshida